# Jan Honsa
Jan Honsa (8. června 1876 Tisová u Vysokého Mýta – 9. září 1937 Polička) byl český malíř a grafik, krajinář, v letech 1893–1898 žák Julia Mařáka na pražské Akademii, člen pražského Mánesa a vídeňského Hagenbundu.

## Biografie
- Narodil se 8. června 1876 v Tisové u Vysokého Mýta v rodině rolníka Václava Honsy a jeho ženy Marie, rozené Škeříkové, v doškové roubence čp. 12 (dům dnes již neexistuje).
- 1881, celá rodina se přestěhovala do nedalekých Běstovic u Chocně, kde Honsův otec zakoupil malý statek uprostřed vsi (čp. 40). Okolí Běstovic se stalo krajinou malířova dětství a Běstovice téměř celoživotním domovem Jana Honsy a pramenem jeho krajinné inspirace.
- 1882–1890, obecní a měšťanská škola v Chocni.
- 1890–1891, německá měšťanská škola v Lanškrouně.
- 1891–1893, doma v Běstovicích pomáhal na rodinném statku a intenzivně kreslil, postupně se jako druhorozený syn (o sedm let mladší než bratr Václav) rozhodl odejít z hospodářství a zkusit štěstí jako malíř.
- 1893, v březnu byl přijat na pražskou Akademii do krajinářského ateliéru Julia Mařáka. Jeho spolužáky a přáteli se tu stali zejména Otakar Lebeda a Alois Kalvoda, vážil si i starších spolužáků Antonína Slavíčka či Františka Kavána.
- 1893–1898, během školního roku jezdila krajinářská speciálka pod vedením Mařákovým často na výlety a plenérové pobyty, například do Zákolan, na Okoř a do Lochovic u Hořovic. Prázdniny (a povinné žně) pak trávil mladý malíř doma v Běstovicích, kde ve volných chvílích horečně maloval.
- 1898–1899, jednoroční základní vojenská služba (Vídeň, Slovinsko), do Prahy se vrátil v den pohřbu Julia Mařáka.
- 1899–1900, získal Hlávkovo studijní stipendium (r. 1900), poslední semestr strávil na Akademii v osiřelém ateliéru; když se proslýchalo, že krajinářská speciálka má být zrušena (neboť její prozatímní vedoucí Antonín Slavíček se uvolil ateliér převzít pouze na zbytek semestru), angažoval se výrazně za její zachování a dostalo se mu pověsti studentského rebela. Nicméně rozhodnutím vídeňského ministerstva byla krajinářská speciálka k 1. 9. 1900 zrušena.
- 1900–1903, žil střídavě v Praze ve svém podnájmu v Cimburkově ulici a v Běstovicích, maloval velkoformátová plátna, vesměs galerijní povahy.
- 1900, uskutečnila se v Chocni první Honsova samostatná výstava.
- 1903, získal Hlávkovo cestovní stipendium a podnikl s grafikem T. F. Šimonem cestu de Německa a do Francie. Nejdéle pobyl v Paříži a navštívil i pikardské pobřeží (pobyt v Onivalu).
- 1904, získal bronzovou medaili na Světové výstavě v Saint Louis za obraz Letní odpoledne (1900).
- 1904–1907, většinu roku trávil doma v Běstovicích, pomáhal v hospodářství a maloval; pouze v zimě se účastnil pražského výstavního života.
- 1908–1909, učitelem kreslení na Královské zemské řemeslnické škole v Kutné Hoře.
- 1909, první pražská samostatná výstava v Topičově salonu.
- 1910, seznamuje se experimentuje s dřevorytem, leptem, suchou jehlou a později i s cliché verre.
- 1911, 7. září odjel na svou nejdelší zahraniční cestu – do Německa, Holandska a Francie (druhý pobyt v Paříži, Normandie). Po návratu se vrátil do Běstovic.
- 1912–1914, žil v Běstovicích a od roku 1913, kdy si bratr Václav zakoupil v Běstovicích jiný statek (čp. 29), hospodařil spolu se stárnoucími rodiči na statku čp. 40. Nicméně ve volných dnech stále vyrážel malovat do blízkého i vzdáleného okolí.
- 1914, krátce po mobilizaci zproštěn vojenské služby z psychických zdravotních důvodů; za války se proto skrýval v Praze; vytvořil tu rozsáhlý cyklus kreseb a miniaturních dřevorytů nazvaný Ze staré Prahy.
- 1918, už na jaře se vrátil z Prahy do Běstovic, kde si koupil dům čp. 23, hned vedle statku svého bratra, dům však v září vyhořel.
- 1918–1920, na místě zničeného domu si podle svých vlastních nákresů postavil nový dům ve stylu jihočeského selského baroka. Maloval minimálně, zcela pohroužen do svého architektonického díla.
- 1920, oženil se se svou švagrovou, Jindřiškou Kašparovou (1893–1933).
- 1920–1926, žil téměř výhradně v Běstovicích, tížen starostí o hospodářství a téměř podivínským smyslem pro izolaci od společenského života.
- 1927, narodil se mu syn Jan, který se v 10 letech stane univerzálním dědicem umělecké pozůstalosti svého otce.
- 1933, náhle, z ne zcela jasných příčin, zemřela manželka Jindřiška; deprese, které umělce provázely celý život, dosáhly svého vrcholu, byl zbaven svéprávnosti a musel opustit Běstovice, které byly příliš svázány s tragickou událostí i všemi dalšími vzpomínkami; útočiště našel v Poličce díky svému příteli, malíři Františku Bukáčkovi. Až do roku 1935 téměř nemaloval a až do smrti vůbec nevystavoval (poslední malířskou výstavu měl v Hradci Králové v roce 1934 spolu s ostatními mařákovci).
- 1935–1937, znovu začal malovat, převážně v okolí Poličky; na počátku září 1937 onemocněl zánětem pohrudnice; odmítl jít do nemocnice, jeho stav se však v osamocení stále zhoršoval; zemřel 9. září 1937 v poličské nemocnici, kam byl krátce před smrtí, již v kómatu, převezen.
- Pochován byl 12. září 1937 na choceňském hřbitově.[1]

## Dílo
Na rozdíl od většiny svých generačních druhů byl jako syn hospodáře v Běstovicích u Chocně skutečným venkovanem mezi nimi a jeho těsné spojení s půdou jej předurčovalo ke krajinomalbě, jejíž impresionistický impulz byl méně spojen s krásou přírody, jak ji chápali jeho městští spolužáci, ale spíše s projevy životadárnosti přírody jako takové. Honsův osobitý styl, snadno rozpoznatelný a i v širším než českém kontextu dosti jedinečný, je originální směsí evropského impresionismu a české venkovské secese, toho zlidovělého rokoka, jež bylo formou barvotisků a obrázků z vesnických poutí jedním z mála výtvarných inspiračních zdrojů venkovských lidí ve druhé půli 19. století. V tomto směru se za života Janu Honsovi nedostalo většího uznání, neboť jeho dílo po roce 1912 jen málo reflektovalo moderní trendy. Z dnešní perspektivy je ale toto dílo daleko osobitější a s českou výtvarnou tradicí srostlejší než napodobivé formální výboje své doby.

### Samostatné výstavy do roku 1937
- 1900, Choceň
- 1909, Praha, Topičův salon; Chrudim, Hořice, Hradec Králové
- 1910, Litomyšl, Chotěboř
- 1912, Vysoké Mýto, Polička
- 1913, Pelhřimov
- 1922, Vysoké Mýto
- 1927, Litomyšl
- 1928, 1929, Vysoké Mýto
- 1930, Choceň

### Posmrtné samostatné výstavy
- Kresby a grafika, Polička, Městské muzeum, 1937.
- První souborná posmrtná výstava mistra Jana Honsy, 17. – 31. 7. 1938, Polička, Městské muzeum (kurátor František Bukáček)
- Obrazy, Polička, Městské muzeum, 1939 (s Dominikem Aulíčkem).
- Obrazy, Městská knihovna ve Vysokém Mýtě, 1948.
- Choceň, Závodní klub Orličan, 1959.
- Obrazy, Městská galerie Vysoké Mýto (kurátor O. A. Kukla), 1967.
- Obrazy. Ke 100. výročí narozenin umělce, Městská galerie Vysoké Mýto (kurátor Miloslav Filka), 1976.
- Obrazy – Kresby – Grafika, Východočeská galerie v Pardubicích, Zámek (kurátorka Jitka Boučková), 1984.
- Výběr z malířského díla, Galerie Felixe Jeneweina města Kutné Hory (kurátoři Pavel Chalupa a Aleš Rezler), 2007.
- Kvetoucí hruška v širém poli, Galerie Miroslava Kubíka v Litomyšli, Městská galerie ve Vysokém Mýtě (kurátoři Pavel Chalupa a Jana Svobodová), 2007.
- Jan Honsa – Ze staré Prahy, Vratislavský palác na Malé Straně, květen 2017.[2]
- Samotář se srdcem venkovana, Oblastní galerie Vysočiny v Jihlavě, 2021-2022 (kurátorka Jana Bojanovská).[3]

### Zastoupení ve sbírkách
- Národní galerie v Praze
- Městská galerie Vysoké Mýto
- Městská galerie Litomyšl
- Orlické muzeum Choceň
- Muzeum a galerie v Poličce
- Galerie výtvarného umění v Náchodě
- Východočeská galerie v Pardubicích
- Galerie výtvarného umění Ostrava
- Galerie moderního umění v Roudnici nad Labem
- Oblastní galerie Vysočiny v Jihlavě[4]

## Galerie

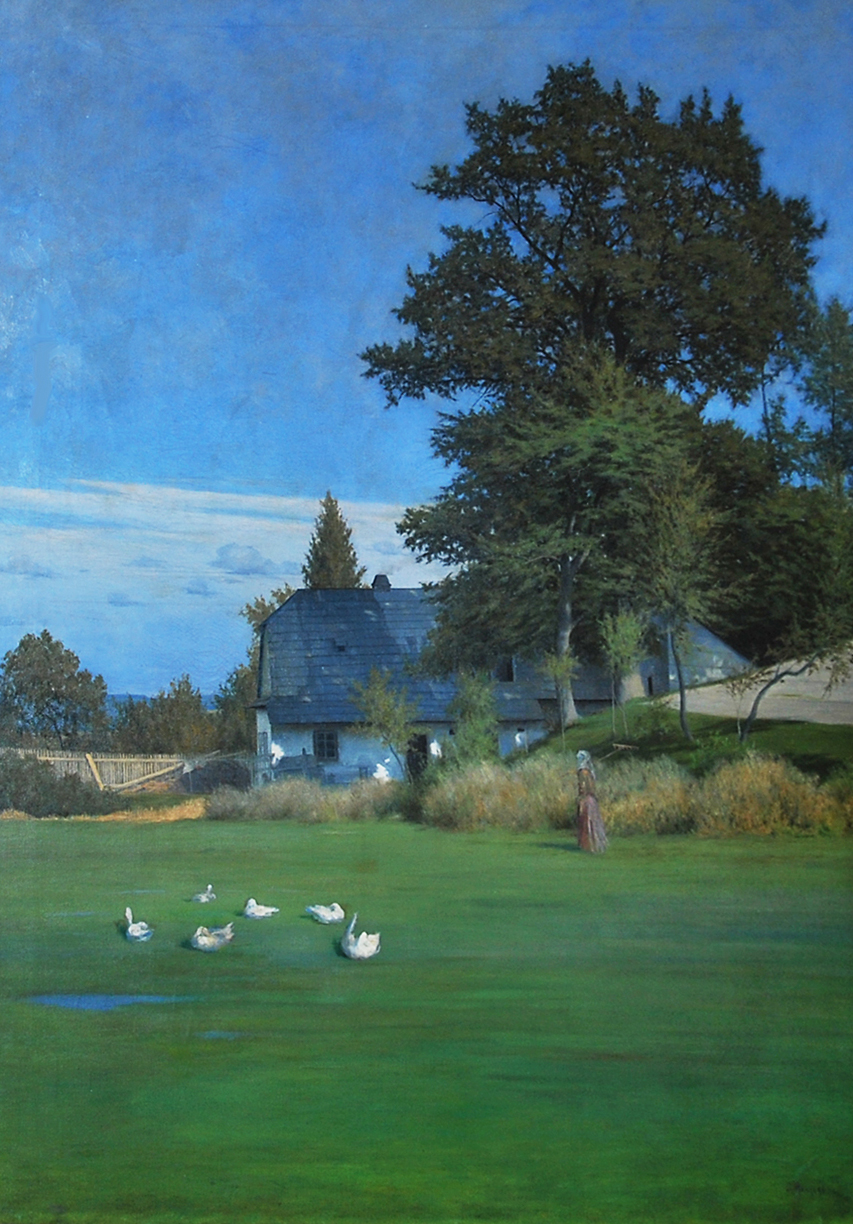
Jan Honsa Hájovna u Darebnic (1896)
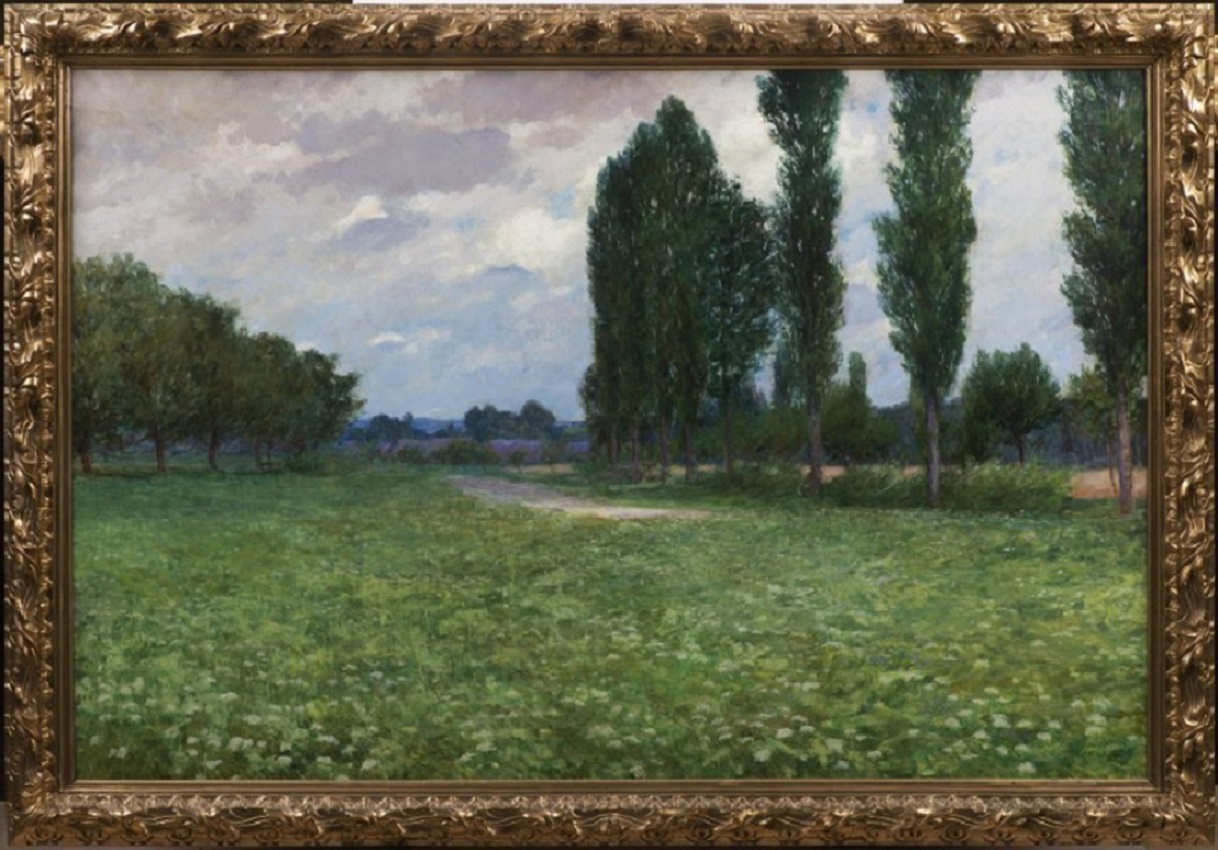
Jan Honsa Cesta ke vsi
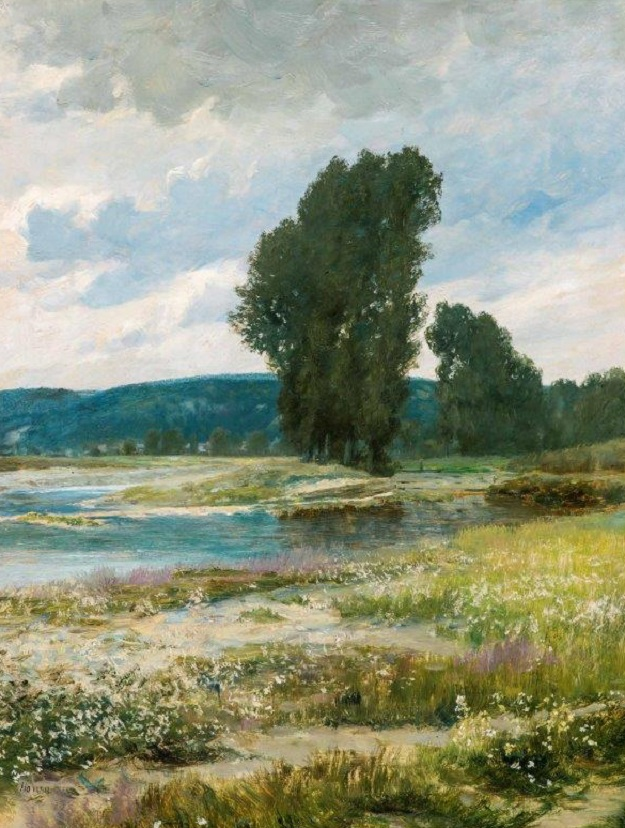
Jan Honsa Meandrující říčka (Litavka?)
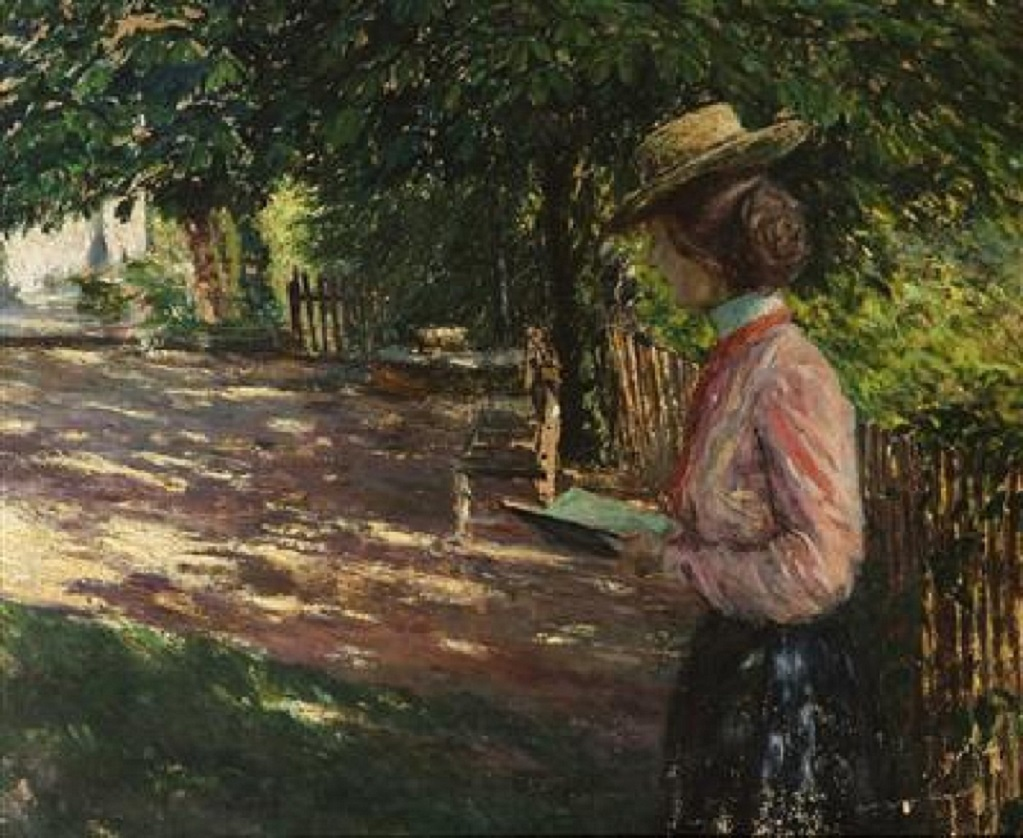
Jan Honsa Rozjímání pod kaštany (asi 1899)
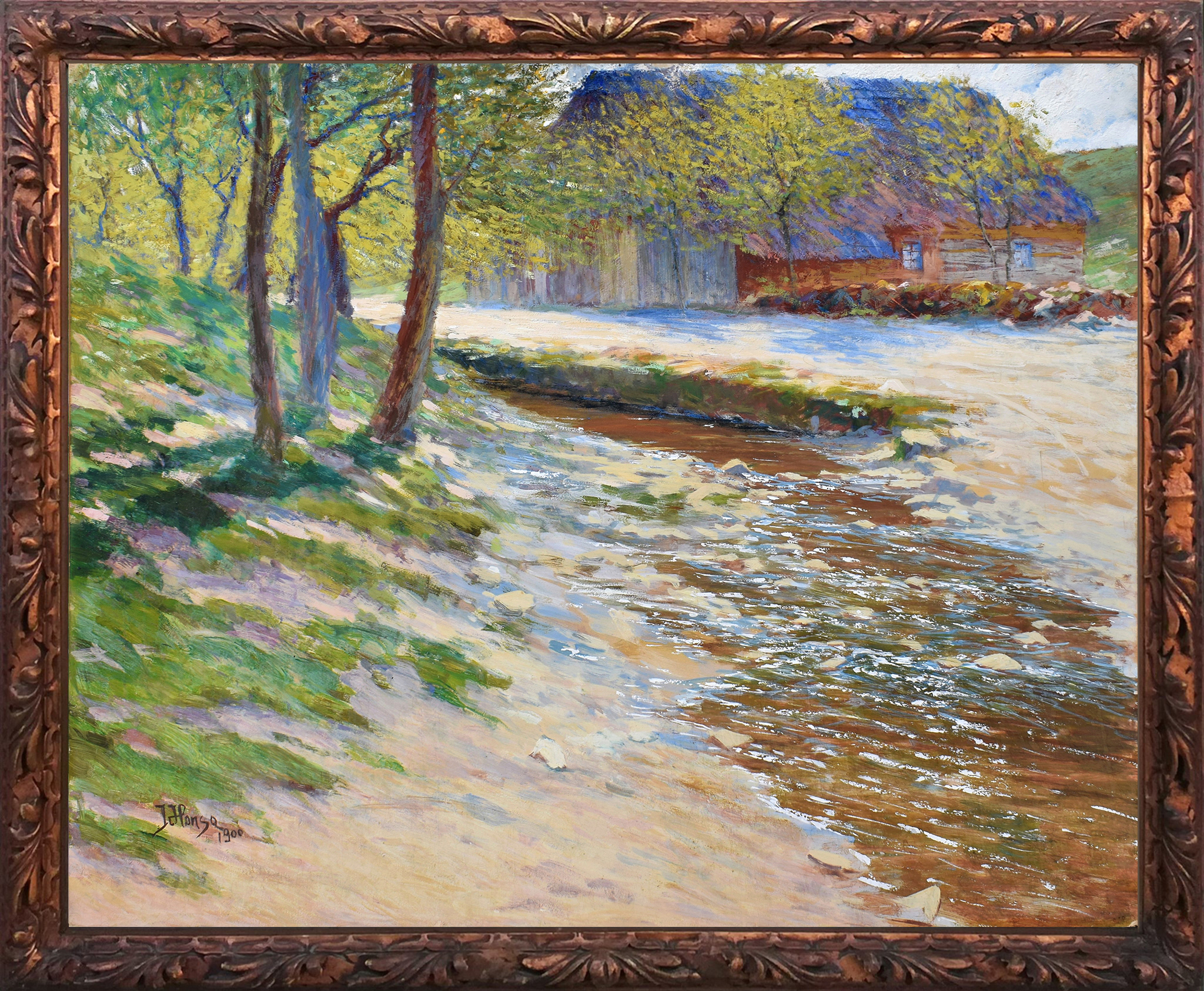
Jan Honsa Tichá Orlice (syntonos 1900)
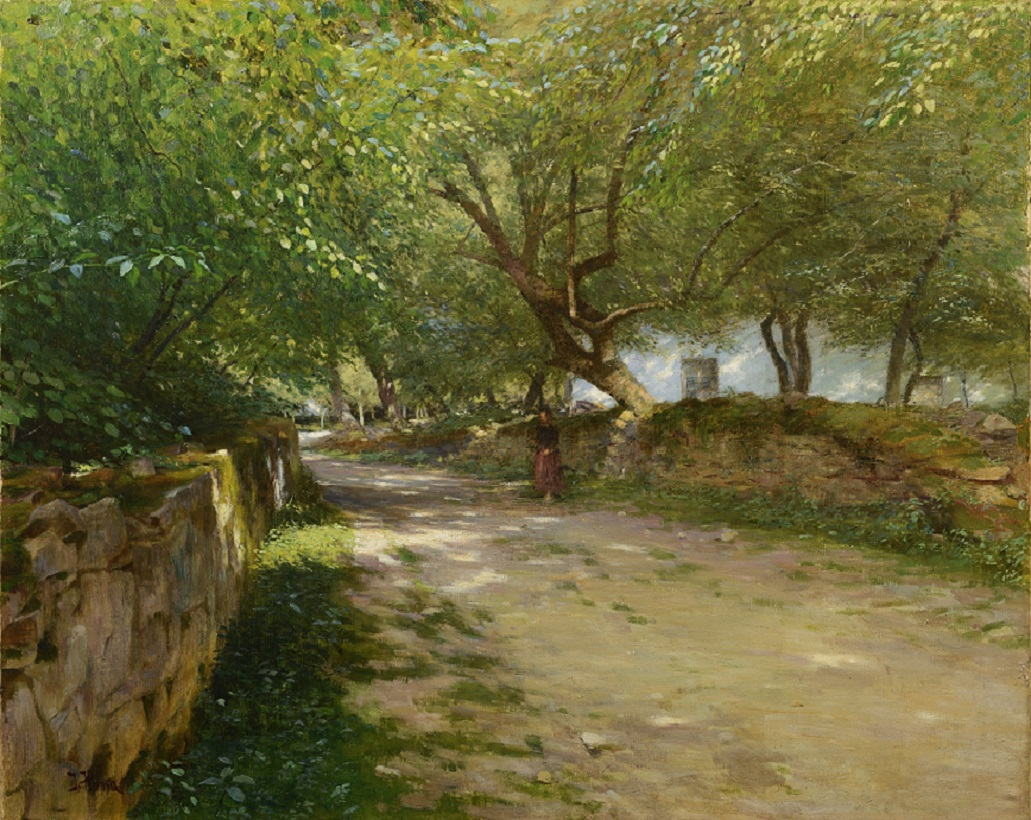
Jan Honsa Letní odpoledne (1900)
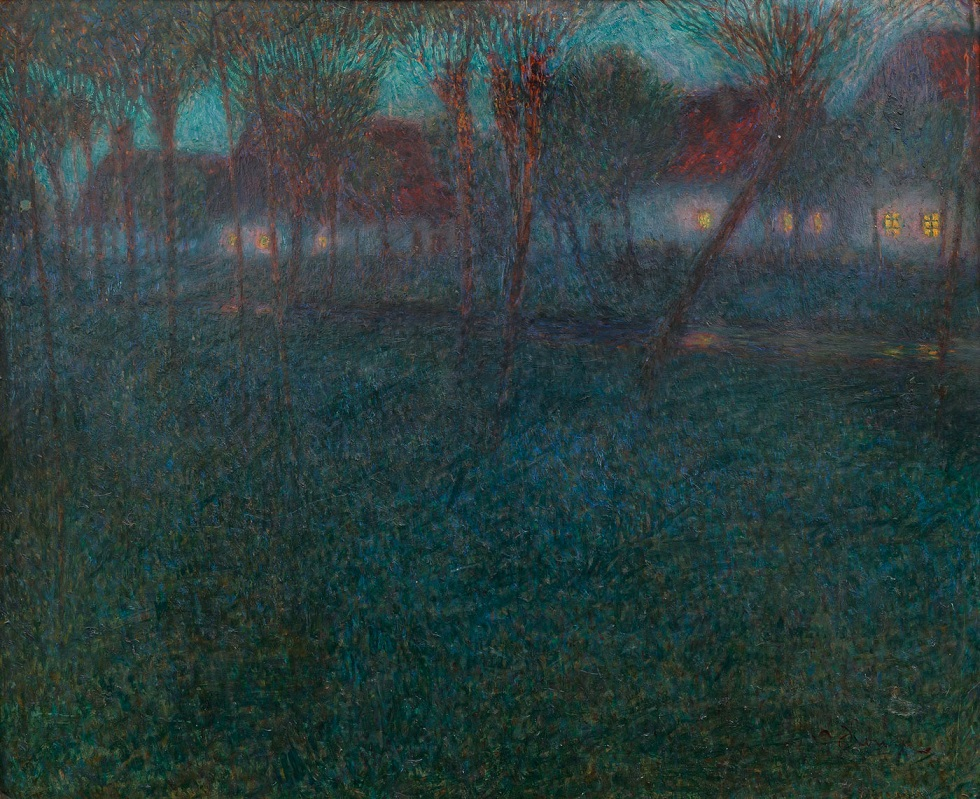
Jan Honsa Večer (1901)
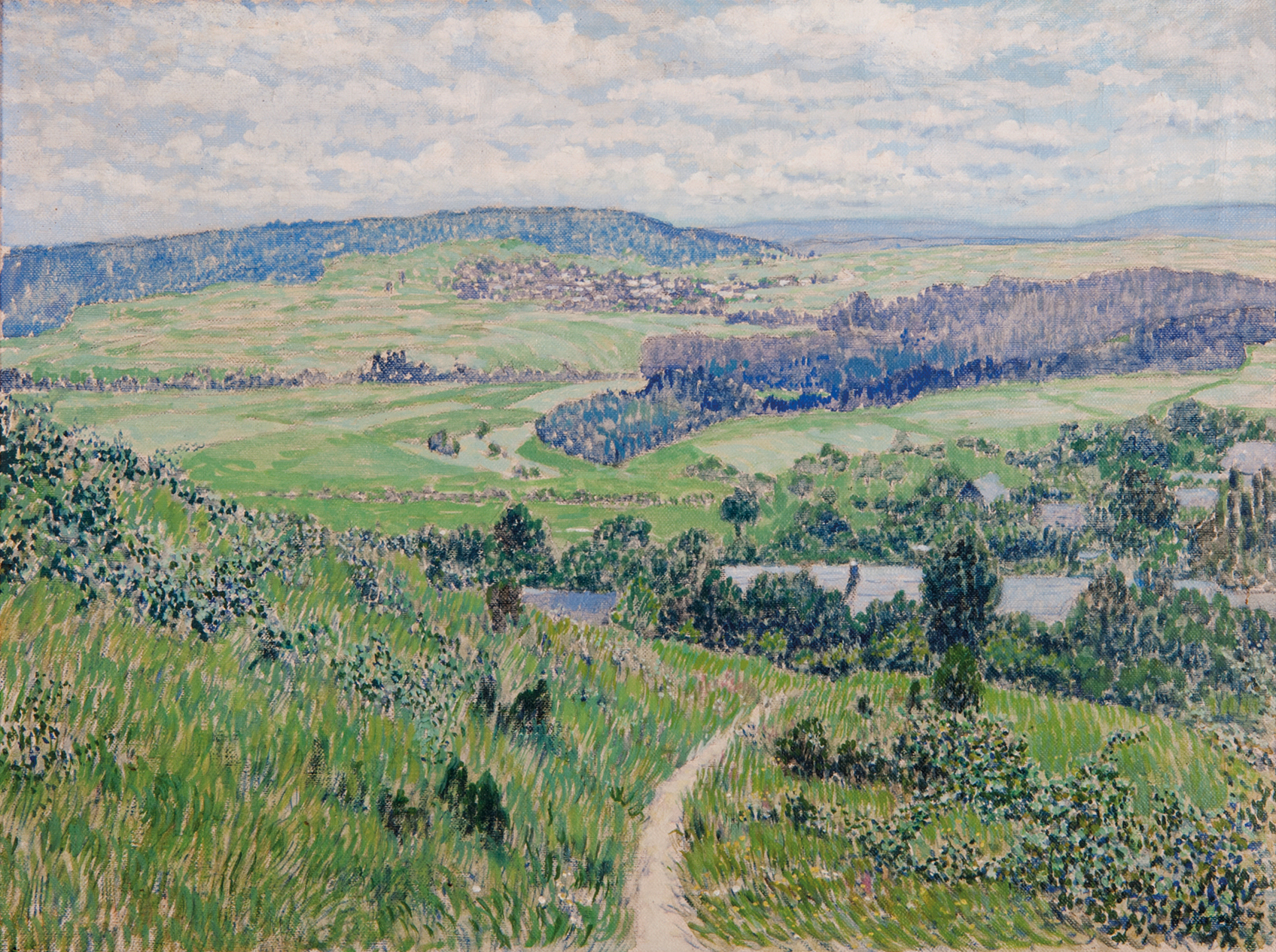
Jan Honsa Pohled do kraje
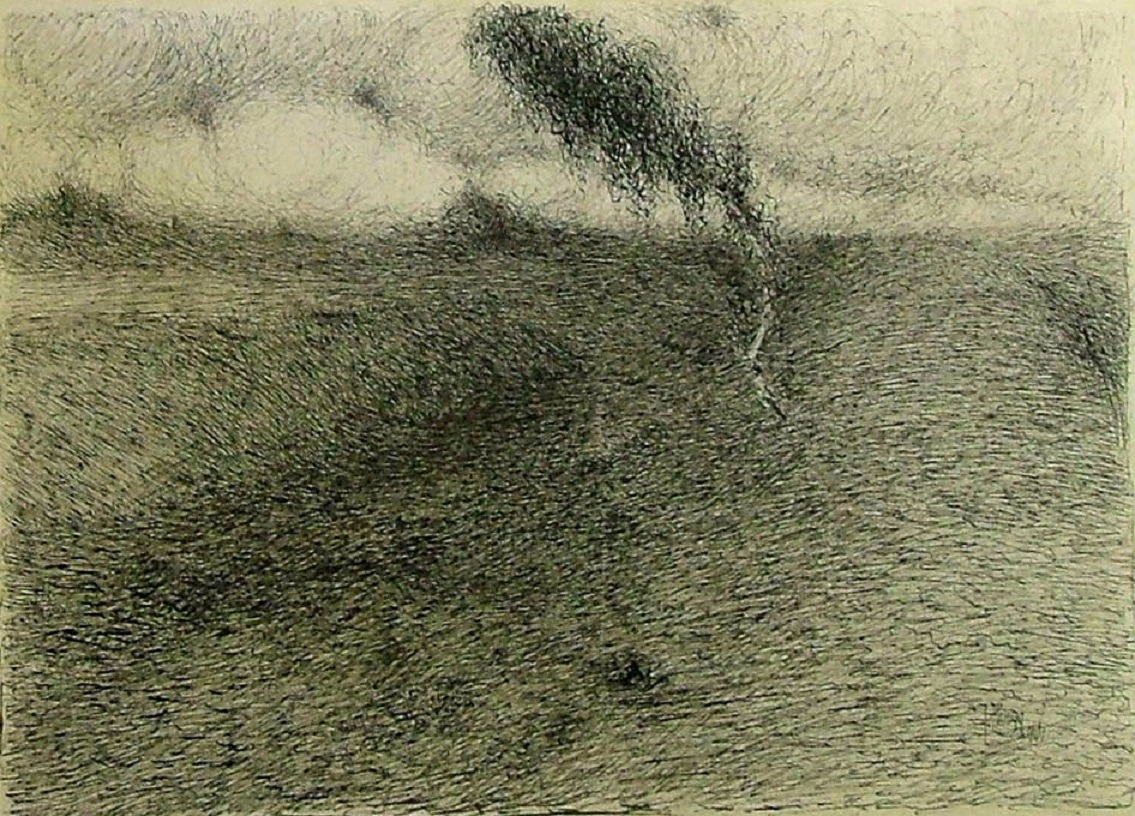
Jan Honsa Vítr (perokresba 1901)
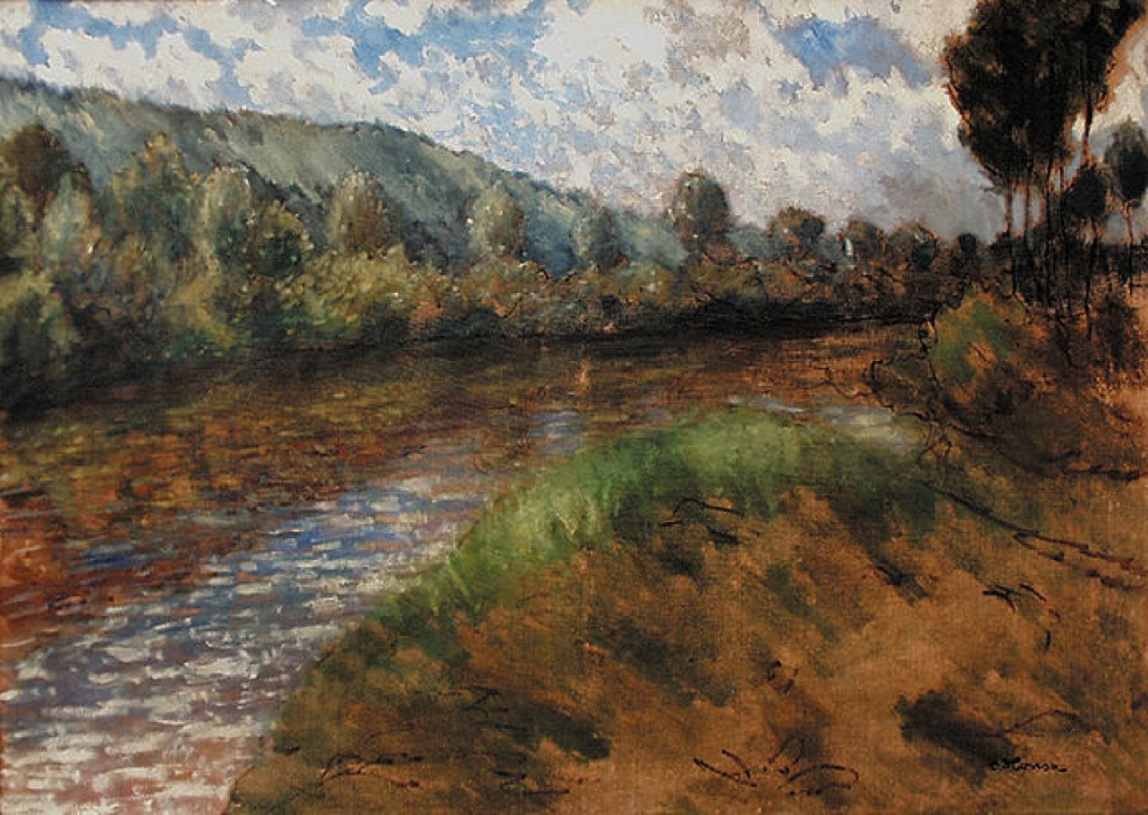
Jan Honsa Na Seině (syntonos 1903)
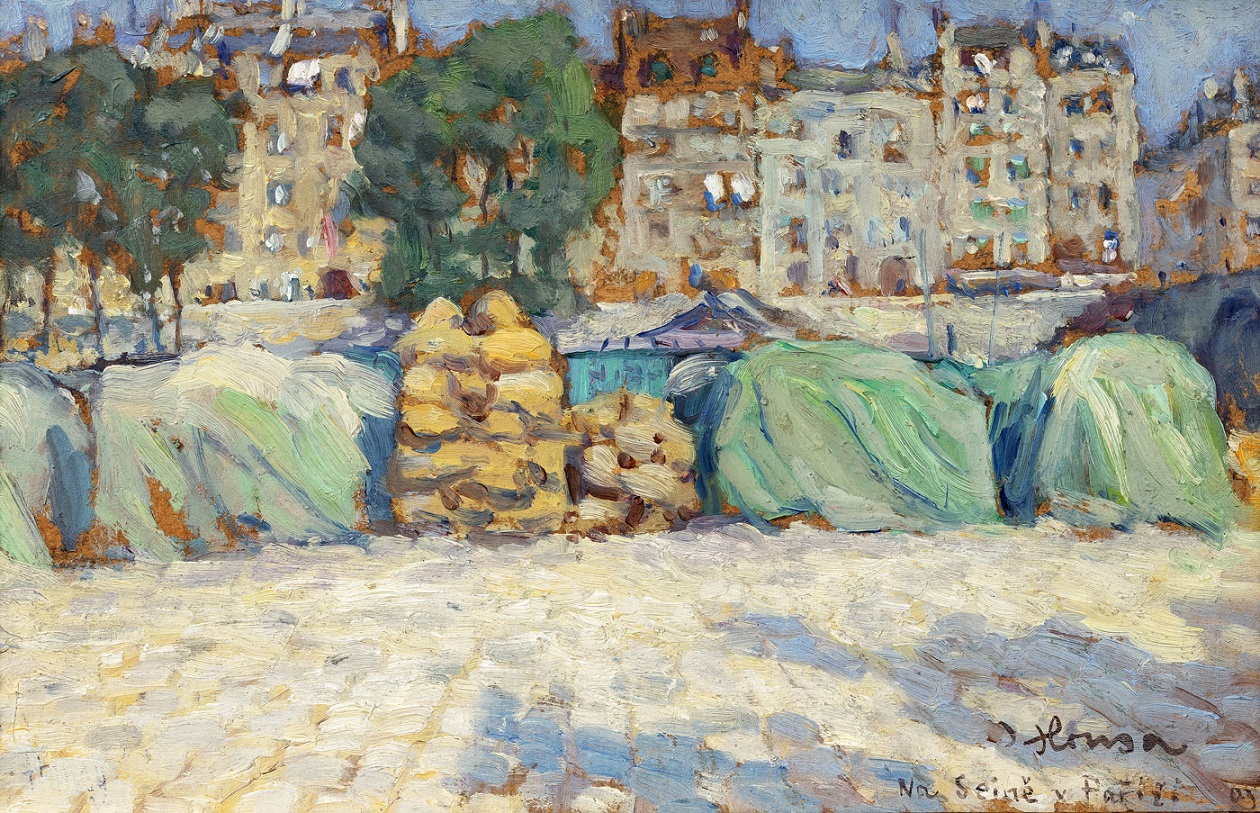
Jan Honsa Na Seině v Paříži (1903)
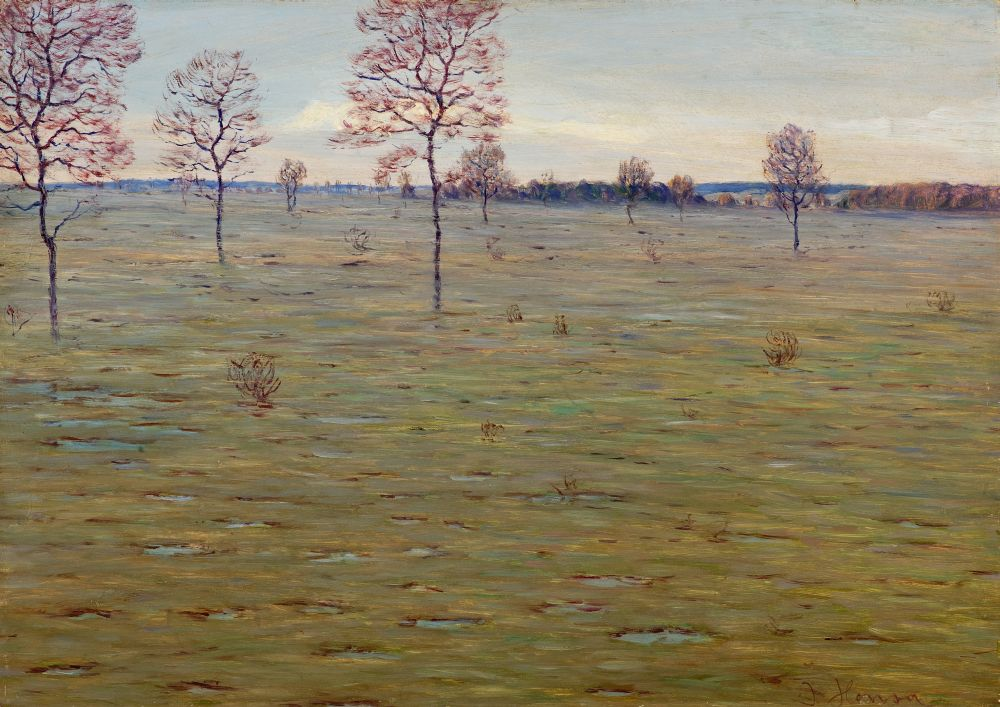
Jan Honsa Ranní jinovatka
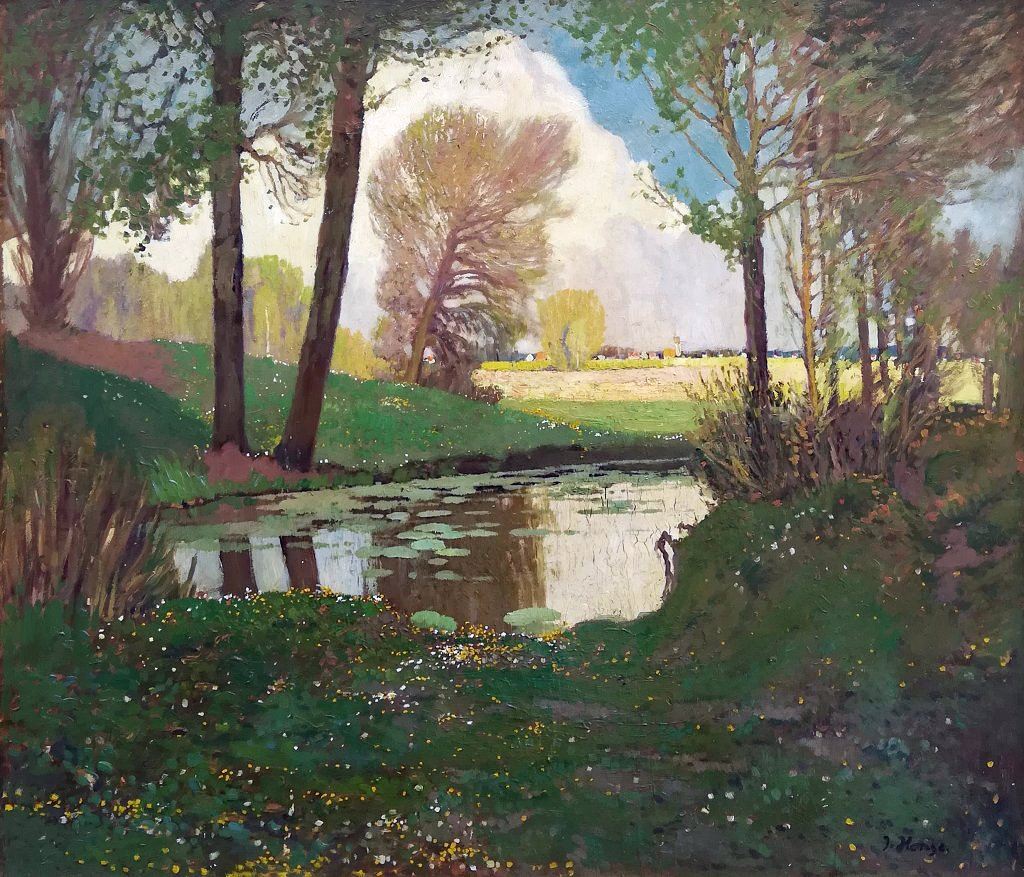
Jan Honsa Tůně
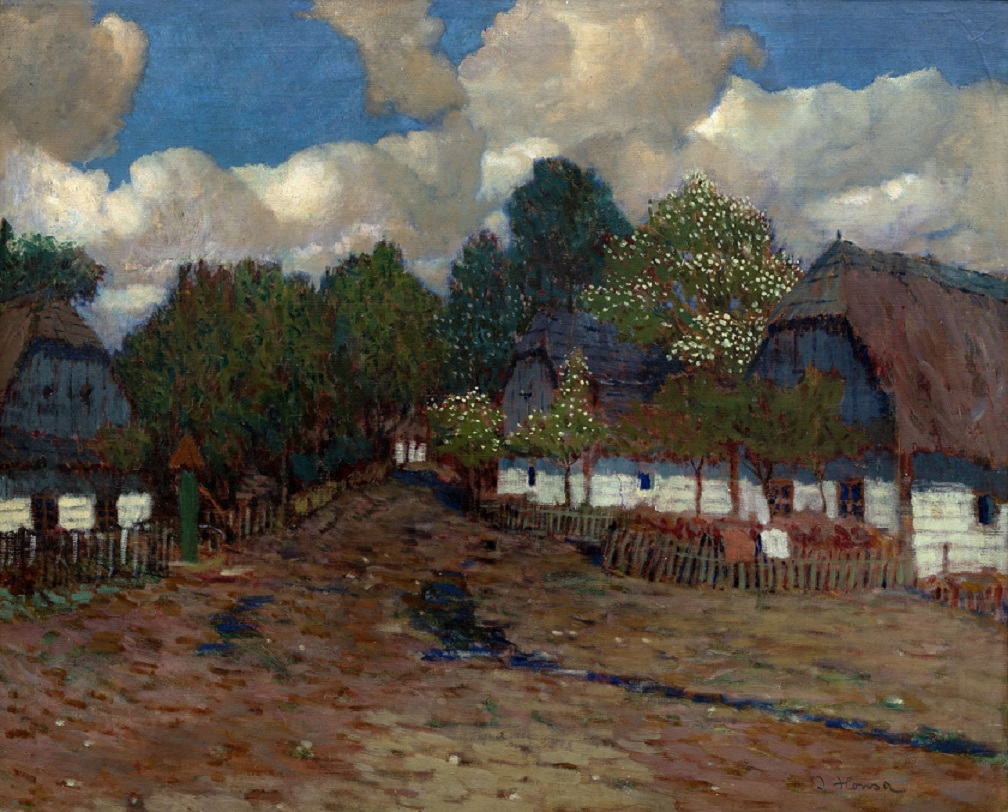
Jan Honsa Na návsi
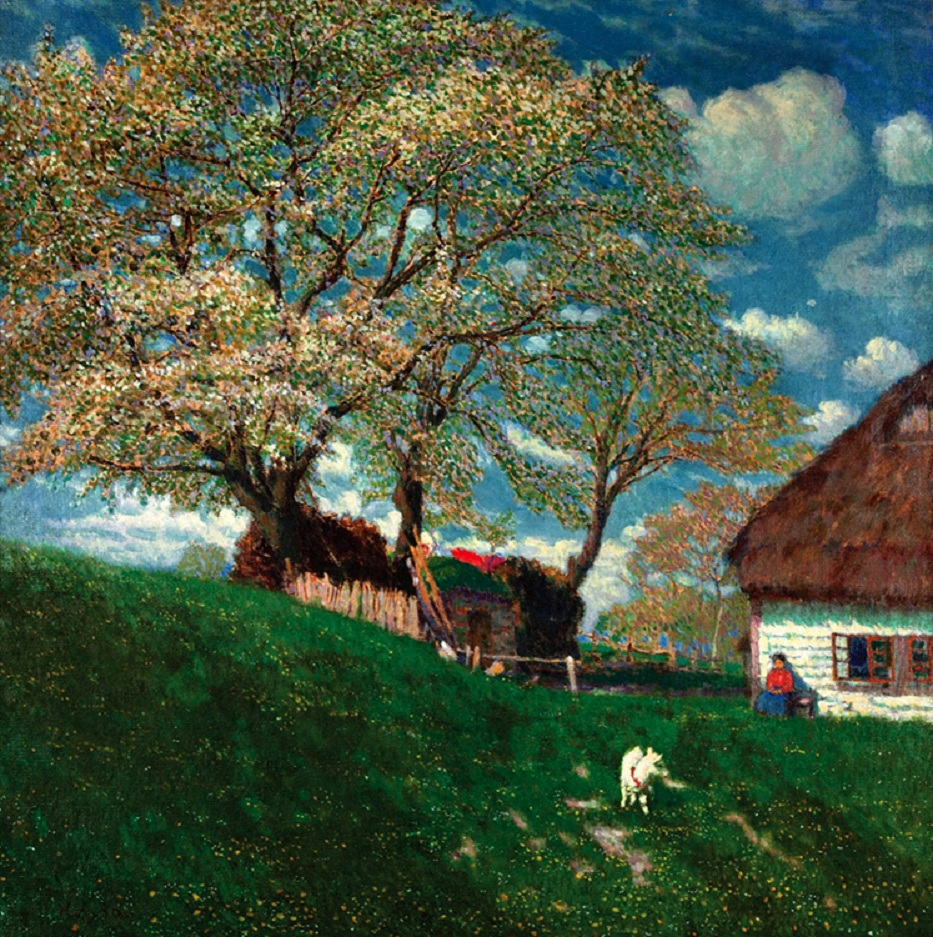
Jan Honsa Rozkvetlé třešně
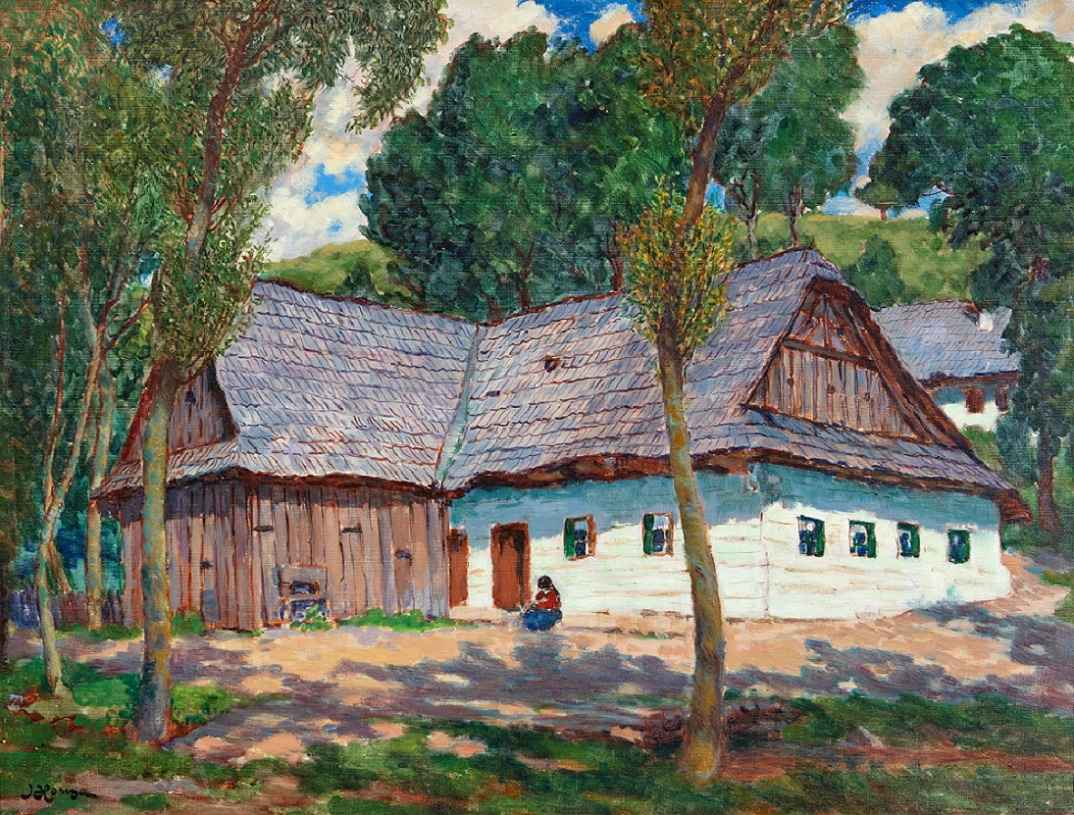
Jan Honsa Letní den
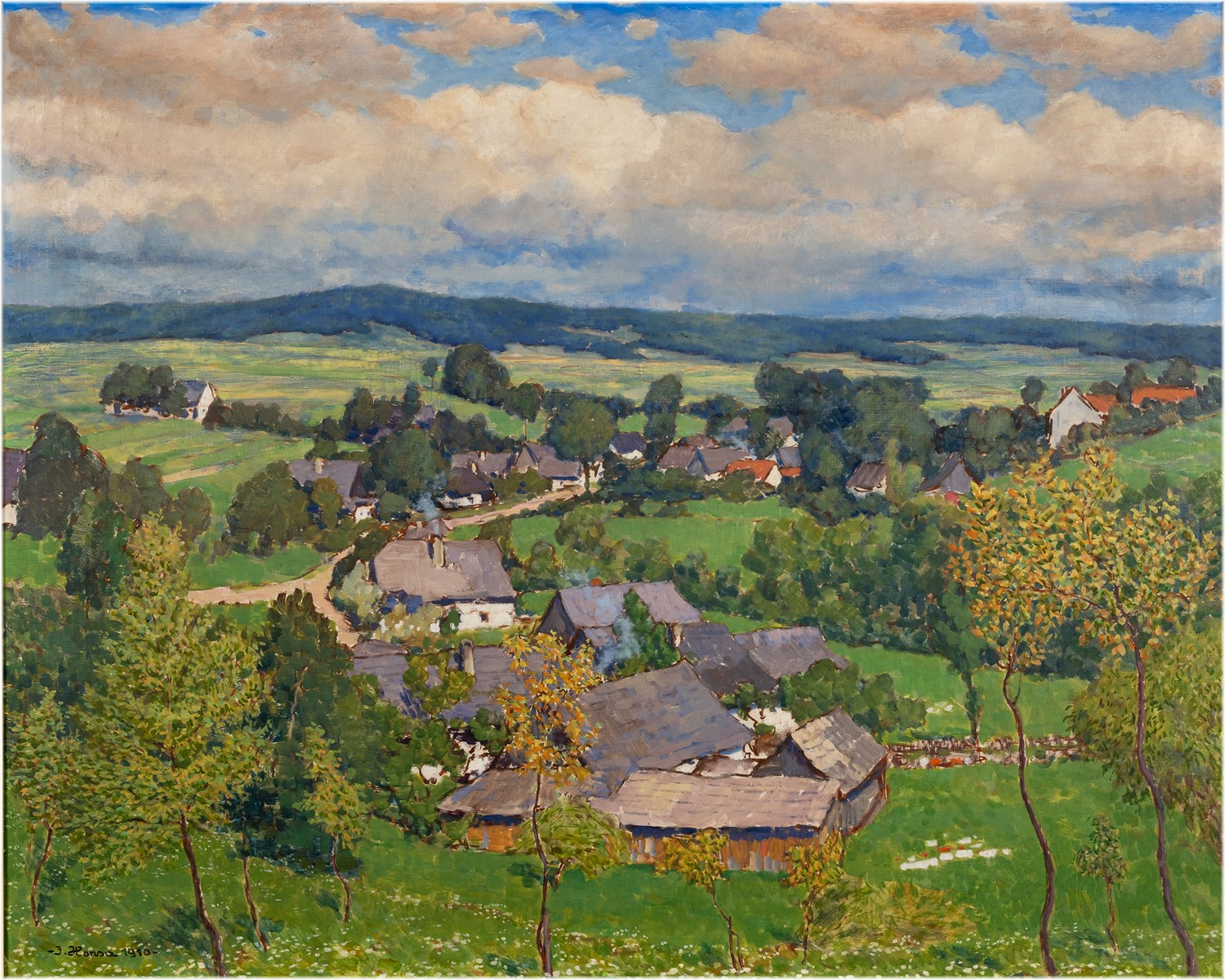
Jan Honsa Velká Řetová (1910)
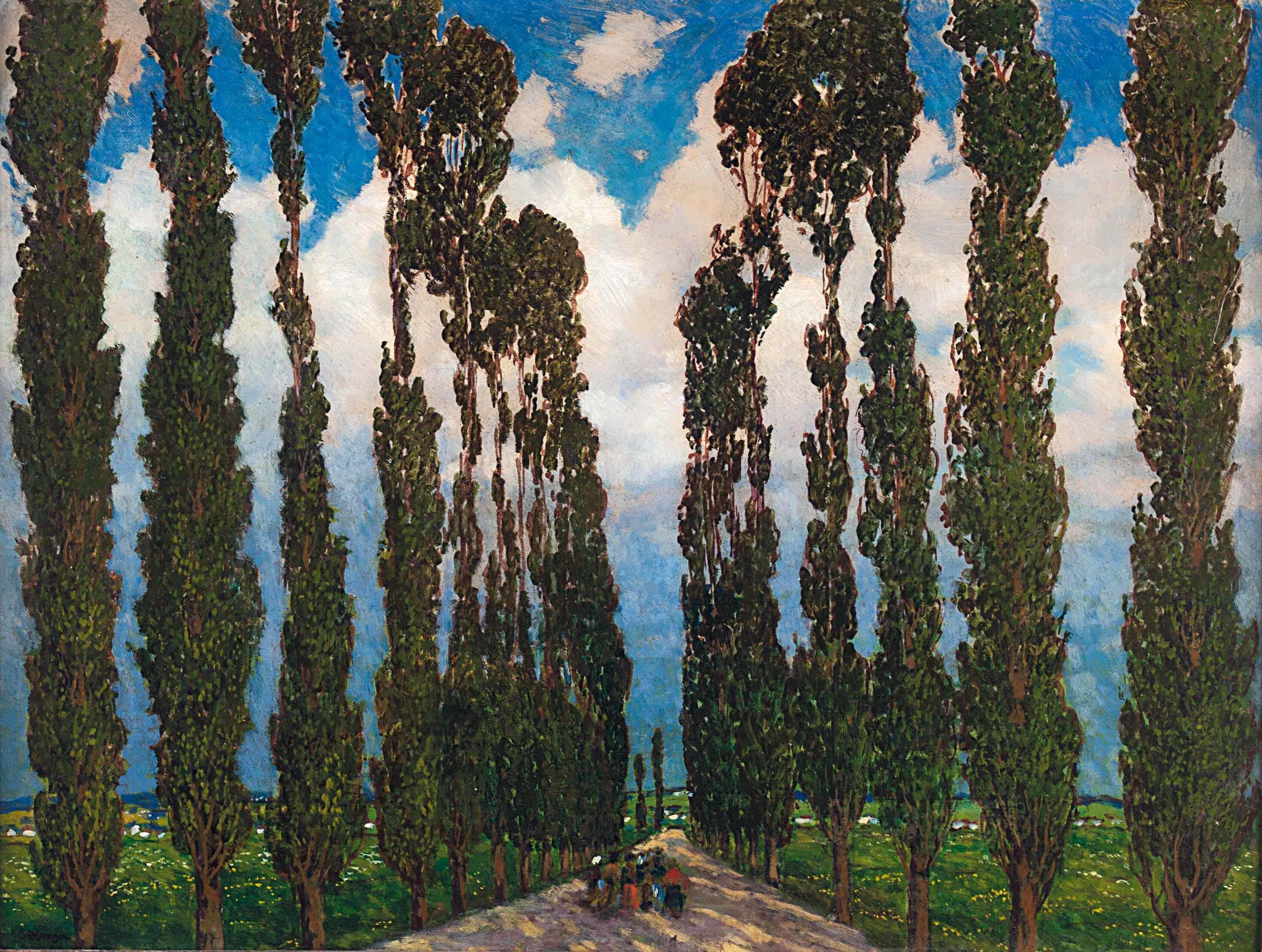
Jan Honsa Běstovická alej (1912)
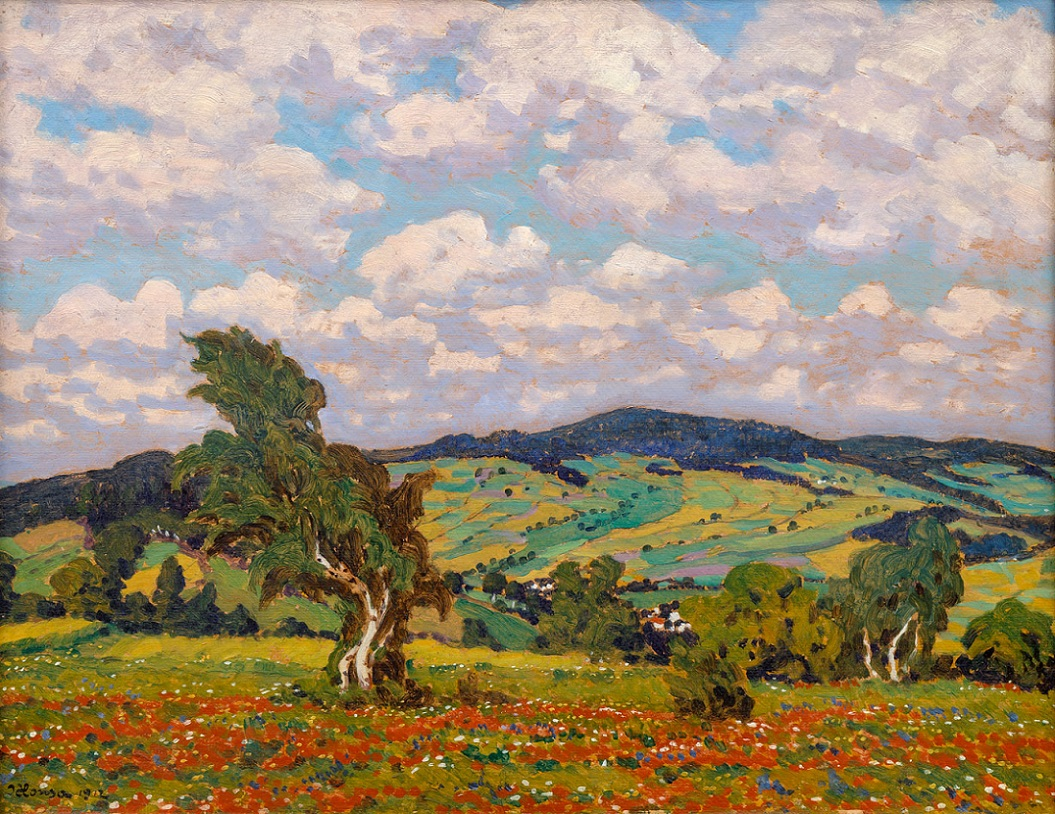
Jan Honsa Letní krajina (1912)
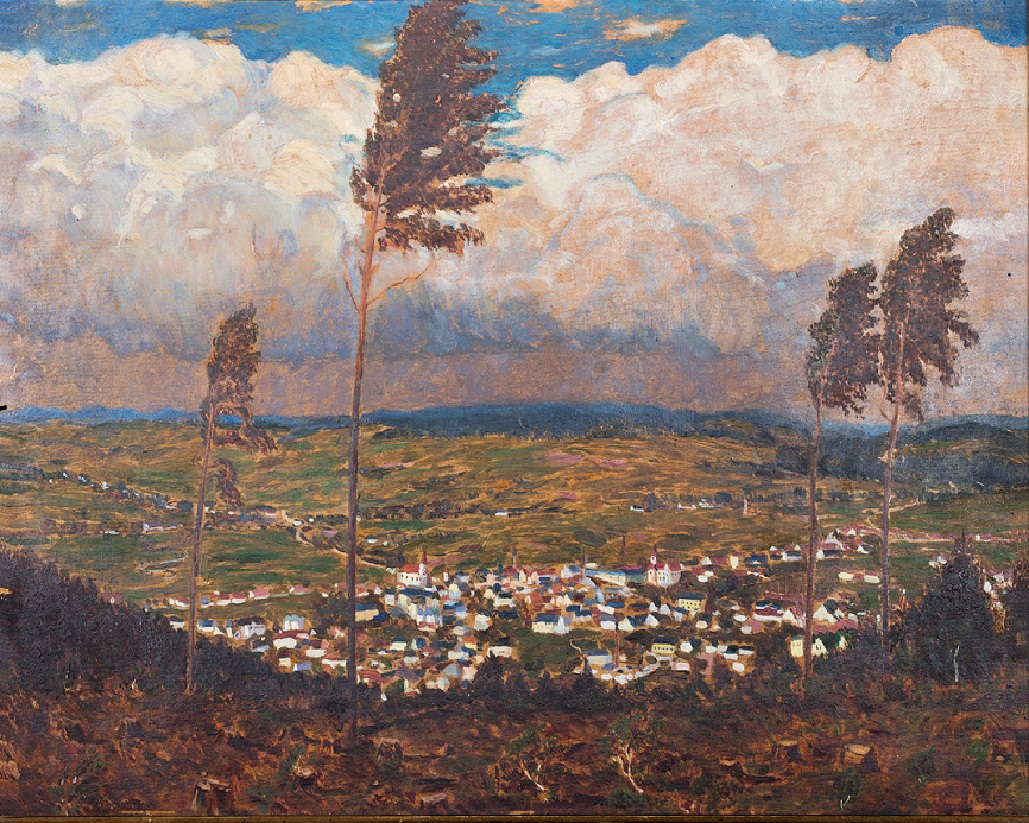
Jan Honsa Ústí nad Orlicí
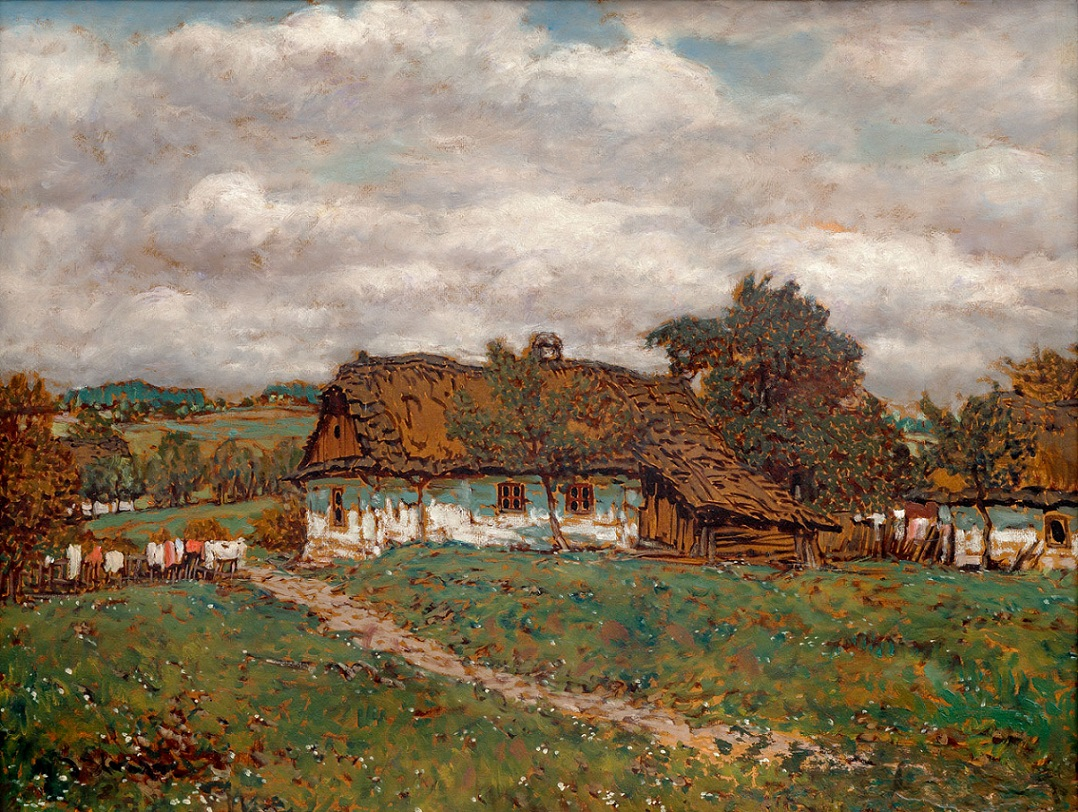
Jan Honsa Velké prádlo
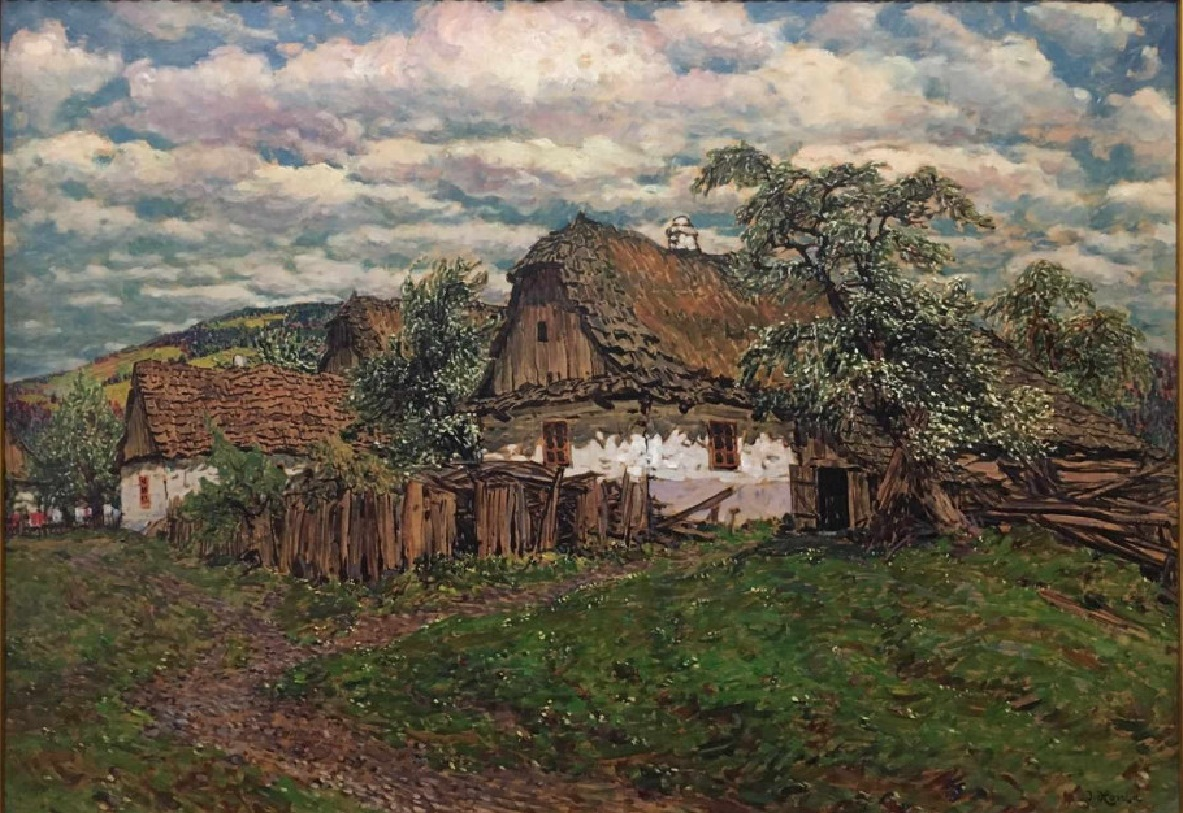
Jan Honsa Chalupy na Vysočině